# Dihammaphora ruficollis
Dihammaphora ruficollis là một loài bọ cánh cứng trong họ Cerambycidae.